# バットマン: ダークナイト・マスター・レイス
『バットマン: ダークナイト・マスター・レイス』(Batman: The Dark Knight: Master Race)は、DCコミックスが出版するアメリカンコミック『バットマン』のミニシリーズ。2015年11月から2017年6月まで9巻が出版された。ライターはフランク・ミラーとブライアン・アザレロ。1986年の『バットマン: ダークナイト・リターンズ』と2001年の『バットマン: ダークナイト・ストライクス・アゲイン』の続編。

## 書誌情報

### 翻訳版
- バットマン/ダークナイト:マスター・レイス 2019年02月21日発売 ISBN 978-4796877688

### 原語版
- Batman: The Dark Knight: Master Race (hardcover) ISBN 978-1401265137
- Batman: The Dark Knight: Master Race (softcover) ISBN 978-1401284312